# Glänzender Pastinak
Der Glänzende Pastinak (Pastinaca lucida), auch Mallorca-Pastinak genannt, ist eine Pflanzenart der Gattung Pastinaken (Pastinaca) innerhalb der Familie der Doldenblütler (Apiaceae).

## Beschreibung

### Vegetative Merkmale
Der Glänzende Pastinak ist eine zweijährige krautige Pflanze, die Wuchshöhen von 20 bis 100 Zentimetern erreicht. Die Pflanzenteile besitzen einen unangenehmen Geruch. Der  robuste, aufrechte und rippige Stängel ist kantig gefurcht, kahl und ist im Blütenbereich stark verzweigt.
Die glänzende, ledrige Blattspreite ist am Rande fein gesägt. Die grundständigen Laubblätter sind gestielt, ungeteilt und bei einer Länge von bis zu 20 Zentimetern sowie einer Breite von bis zu 15 Zentimetern mehr oder weniger herzförmig. Die Stängelblätter sind größer und geteilt mit drei bis sieben ungeteilten bis schwach gelappten Blattabschnitten.

### Generative Merkmale
Die Blütezeit ist April bis August. Der doppeldoldige Blütenstand bestehen aus 5 bis 15 Doldenstrahlen. Die Blüten mit doppelter Blütenhülle sind gelb. Die Kronblätter sind meist oben eingerollt und die Kelchblätter sind nur minimal ausgebildet. Es sind fünf Staubblätter vorhanden. Der Fruchtknoten ist unterständig.
Die Teilfrüchte der Spaltfrucht sind bei einer Länge von 4 bis 7 Millimetern elliptisch, stark abgeflacht und besitzen Ölzellen sowie am Rande bis zu 1 Millimeter lange Flügel.

## Vorkommen
Pastinaca lucida ist ein Endemit von Mallorca und Menorca. Sie gedeiht in Felsfluren und an Wegrändern besonders im Gebirge.

## Taxonomie
Die Erstveröffentlichung von Pastinaca lucida erfolgte 1767 durch Carl von Linné in Systema Naturae, 12. Auflage, Tomus 2, Seite 216.

## Inhaltsstoffe
Die Pflanzenteile haben starke phototoxische Eigenschaften.